# 羅臼温泉
羅臼温泉（らうすおんせん）は、北海道目梨郡羅臼町にある温泉。

## 泉質
- 含硫黄ナトリウム塩化物泉
  - 源泉温度99℃

## 温泉街
羅臼川上流の知床国立公園内、知床横断道路である国道334号沿いに温泉街が広がる。旅館（ホテル）が3軒、温泉民宿が3軒存在する。また、国設の羅臼温泉キャンプ場も整備されている。
共同浴場は、無料で入浴可能な露天風呂「熊の湯」がある。また、集落内には住民用の公衆浴場もある。また、温泉街の近くには、北海道の天然記念物に定められている羅臼間欠泉もある（1968年北海道天然記念物指定）。

## 歴史
温泉の発見は寛政元年である。羅臼間歇泉は、1962年（昭和37年）に羅臼岳周辺の群発地震の発生後、噴出が始まった。現在では、噴出規模が縮小しており噴出する周期も長くなっている。

## アクセス
- 鉄道：釧網本線釧路駅より阿寒バスで約3時間30分。終点羅臼営業所から徒歩約20分。
- 夏期に限り知床斜里駅よりウトロ経由の路線も運行する。